# Mauria denticulata
Mauria denticulata är en sumakväxtart som beskrevs av Macbride. Mauria denticulata ingår i släktet Mauria och familjen sumakväxter. Inga underarter finns listade i Catalogue of Life.